# سعی کن (ترانه پینک)
«سعی کن» (به انگلیسی: Try) یک تک‌آهنگ از هنرمند اهل ایالات متحده آمریکا پینک است که در ۱۹ اکتبر ۲۰۱۲ منتشر شد.
این تک‌آهنگ در چارت‌های ، اسپانیا، در رتبه اول و در چارت‌های ، ایتالیا، اسکاتلند، ، آلمان، لهستان، سوئیس، نیوزلند، بریتانیا، جزو ده ترانه اول قرار گرفت.